# Ernest Benn
Ernest John Pickstone Benn, 2e baronnet, (25 juin 1875 - 17 janvier 1954) est un éditeur, écrivain et publiciste politique britannique. Son père, John Benn, est un homme politique libéral qui est fait baronnet en 1914. Il est le frère de l'homme politique libéral, puis travailliste William Wedgwood Benn et l'oncle du travailliste Tony Benn.

## Biographie
Benn est né à Oxted, dans le Surrey. Il fréquente l'école de garçons de la Central Foundation. En tant que fonctionnaire au ministère des Munitions et de la Reconstruction pendant la Première Guerre mondiale, il en est venu à croire aux avantages de l’intervention de l’État dans l’économie. Au milieu des années 1920, cependant, il change d'avis et adopte « les principes du laissez-faire pur et dur ».
De sa conversion au libéralisme classique au milieu des années 1920 jusqu’à sa mort en 1954, Benn publie plus de vingt livres et une quantité équivalente de brochures propageant ses idées. Ses Confessions d'un capitaliste sont publiées à l'origine en 1925 et sont toujours imprimées vingt ans plus tard après avoir été vendues à un quart de million d'exemplaires. Il y rejette la théorie de la valeur travail et soutient que la richesse est un sous-produit de l’échange.
Benn épouse à l'église paroissiale d'Edgbaston, le 3 janvier 1903, Gwendoline Dorothy Andrews. Leur fils John Andrews Benn (1904–1984) lui succède comme 3e baronnet.

## Livres
- The Trade of To-morrow, (London: Jarrolds Publishers (London) Limited, 1917; New York: E. P. Dutton & Co., 1918)
- The Trade as a Science (London: Jarrold & Sons, ca. 1917)
- Trade Parliaments and their Work (London: Nisbet & Co. Ltd., 1918)
- Confessions of a Capitalist (London: Hutchinson, 1925; London: Ernest Benn Limited, 1948)
- If I Were a Labour Leader (New York: C. Scribner's Sons, 1926)
- The Return to Laisser Faire (New York: D. Appleton & Company, 1929)
- About Russia (New York: D. Appleton and Co., 1930)
- Debt (London: Ernest Benn Limited, 1938)
- Happier Days: Recollections and Reflections (London: Ernest Benn Limited, 1949)
- Governed to Death (London: Society of Individualists, 1948; New York: National Economic Council, 1949)
- The State, the Enemy (London: Ernest Benn Limited, 1953)